# یواس‌اس فشن (آی‌دی-۷۵۵)
یواس‌اس فشن (آی‌دی-۷۵۵) (به انگلیسی: USS Fashion (ID-755)) یک کشتی بود که طول آن ۱۰۰ فوت (۳۰ متر) بود. این کشتی در سال ۱۹۱۵ ساخته شد.